# Aplidium fuegiense
Aplidium fuegiense är en sjöpungsart som beskrevs av Cunningham 1871. Aplidium fuegiense ingår i släktet Aplidium och familjen klumpsjöpungar.
Artens utbredningsområde är Södra Ishavet. Inga underarter finns listade i Catalogue of Life.